# GMG環球
GMG環球有限公司，簡稱GMG環球（英語：GMG Global Limited，SGX：5IM），在2009年成立，2008年成為中化國際股份有限公司（中國中化集團公司附屬）旗下公司。
現時在中國內地、歐洲、南美洲、印尼等經營生产优质橡胶：离心胶乳、块状树胶和轮胎胶。是在1999年11月24日透過Electro Magnetics (1992) Ltd換取在新加坡交易所創業板（凱利板前身）上市，之後在2008年11月4日轉在主板上市，而在總部位於55 Market Street #03-01 Singapore 048941。

## 連結
- GMG.sg（页面存档备份，存于）